# 387
387（三百八十七、さんひゃくはちじゅうなな）は自然数、また整数において、386の次で388の前の数である。 

## 性質
- 387は合成数であり、約数は 1, 3, 9, 43, 129, 387 である。
  - 約数の和は572。
- 各位の和が18になる9番目の数である。1つ前は378、次は396。
- 387 = 12 + 52 + 192 = 72 + 72 + 172 = 72 + 132 + 132 = 92 + 92 + 152
  - 3つの平方数の和4通りで表せる32番目の数である。1つ前は378、次は390。(オンライン整数列大辞典の数列 A025324)
  - 387 = 12 + 52 + 192
    - 異なる3つの平方数の和1通りで表せる102番目の数である。1つ前は379、次は397。(オンライン整数列大辞典の数列 A025339)
- 387 = 32 × 43
  - 2つの異なる素因数の積で p2 × q の形で表せる47番目の数である。1つ前は369、次は388。(オンライン整数列大辞典の数列 A054753)

## その他 387 に関連すること
- 西暦387年
- 紀元前387年
- インテルの数値演算コプロセッサ、Intel 80387の略称。